# Haihe (köping i Kina)
Haihe (kinesiska: 海河, 海河镇) är en köping i Kina. Den ligger i provinsen Jiangsu, i den östra delen av landet, omkring 220 kilometer nordost om provinshuvudstaden Nanjing. Antalet invånare är 42900. Befolkningen består av 21 745 kvinnor och 21 155 män. Barn under 15 år utgör 14,0 %, vuxna 15-64 år 71 %, och äldre över 65 år 13,0 %.
Genomsnittlig årsnederbörd är 983 millimeter. Den regnigaste månaden är juli, med i genomsnitt 234 mm nederbörd, och den torraste är januari, med 21 mm nederbörd.